# 五十嵐公太
五十嵐 公太（いがらし こうた、1963年1月17日 - ）は、日本のドラマー、音楽プロデューサー。神奈川県川崎市出身。桐蔭学園高等学校、武蔵大学社会学部卒業。血液型はO型。元JUDY AND MARY、T.V.のメンバー。スタジオ・ミュージシャンとして活動。洗足学園音楽大学 音楽学部（ロック&ポップス）ドラムコース講師。

## 来歴
T.V.のミニアルバム「Topping Voice」で2代目ドラマーとしてデビュー。アルバム「NEW DAYS」（TV-WILIDINGS名義）には「CRY MY HEART」を楽曲提供。1989年にTV-WILDINGS解散後、1990年より山羊智詞&赤羽楽団に参加。その後恩田快人に賛同してJUDY AND MARYに参加。彼等の代表曲の一つである「散歩道」を単独で作曲している。また、3rdアルバム「MIRACLE DIVING」にも「Little Miss Highway」「Oh! Can not Angel!」の2曲が、ラストアルバム「WARP」には「あたしをみつけて」が収録されている。
JUDY AND MARY解散後はレコーディングやツアーサポートを務めるスタジオ・ミュージシャンとして活動。井口一彦とのTHE HEART、野村義男・渡辺英樹らとのバンド、三喜屋・野村モーター'S BANDや、水樹奈々のバックバンド・CherryBoysのドラマーとしても活動し、LOVE LOVE ALL STARSにも参加。ピアノトリオのロックバンドEDREPORTのドラマーとして新たなプレイの領域を目指している。
2007年、加納秀人（ex.外道）、FUKUSHIN（ex.E-ZEE BAND）と共にATOMIC POODLE結成。
2008年5月28日、ATOMIC POODLEアルバム「ATOMIC POODLE」リリース。5月30日、セルフプロデュースのドラム／セッションDVD「ONE*NESS」発売。撮影期間1年半。TAKUYA (ROBOTS) との共演や、26人のドラマーとの対談の収録されている。8月27日、ATOMIC POODLEアルバム「ATOMIC POODLE2」リリース。
辻仁成・伊藤浩樹・恩田快人と共にZAMZA N'BANSHEE結成。デーモン閣下、大槻ケンヂサポート参加。
2009年、ZAMZA N'BANSHEEアルバム「MANGA」発表。韓国、欧州、同時発売。ZAMZAに改名。米で「MANGA ROCK」発売。日本、欧州、韓国、NYライブを慣行。
「全日本人ドラマー化計画」の名の下、酒井麿（元BEE PUBLIC）とDRUMMING HIGH!結成。イベント展開。様々な有名ミュージシャンたちとのコラボで、マンスリー12回のスペシャルクリニックを開催。KinKi Kidsサポート参加。
2010年、ZAMZAアルバム「月族」発表。ニューハンプシャー州、ボストン、NY CMJ、ライブを慣行。DRUMMING HIGH! TOKYO FM HALLで開催。洗足学園音楽大学にて講師を務めるなど、後進の育成にも力を入れている。DRUMMING HIGH! CLUB CITTA'で開催。LOVERIN TAMBURINサポート参加。フランストゥールーズ公演。
2012年、DRUMMING HIGH!公演 7月高槻現代劇場、CLUB CITTA'で開催。LOVERIN TAMBURINサポート スペイン バルセロナ公演。
2013年5月、「MMRooms♪ミュージックスクール」開校。LOVERIN TAMBURINワールドツアーに参加。10カ国19公演を行う。DRUMMING HIGH! ロクシタン新作プレス発表会、かわさき「ふれあいフェスタ」に出演。9月、ATOMIC POODLEアルバム「弾丸ベイベー」リリース。

## 参加グループ
- 十二単（解散）
- T.V.（解散）
- 山羊智詞&赤羽楽団
- JUDY AND MARY（解散）
- THE HEART
- 三喜屋・野村モーター's BAND
- naja（解散）
- ATOMIC POODLE
- ZAMZA
- モノクローム

## サポート/レコーディング参加
- Gackt
- 大塚愛
- デーモン閣下
- ORANGE RANGE

## 関連人物
- 茂木欣一
- 辻仁成
- 伊藤浩樹
- 恩田快人
- 佐久間正英